# Heidelberger Landstraße 40
Die Villa in der Heidelberger Landstraße 40 ist ein Bauwerk in Darmstadt-Eberstadt. Die schlossähnliche Villa ist aus architektonischen, baukünstlerischen und stadtgeschichtlichen Gründen ein Kulturdenkmal.

## Geschichte und Beschreibung
Die Villa wurde im Jahre 1902 erbaut. Stilistisch gehört die Villa zum Historismus. Zu den auffälligen Merkmalen zählt der Turm – mit der für die Region Darmstadt ungewöhnlichen „Welschen Haube“ – auf der Südwestecke. Bemerkenswert sind der neubarocke Giebel an der Westseite.
Bemerkenswert sind auch der holzgeschnitzte Balkon, der Sockel und das Fassadendekor.
Zu dem historischen Anwesen gehört auch die dekorative Einfriedung; die heute teilweise auf dem nachträglich abgetrennten und bebauten, nördlichen Nachbargrundstück steht.